# Mungo Park
Mungo Park (10. září 1771, Fowlshiels u Selkirku, Skotsko — asi leden 1806, okolo Bussy, Nigérie) byl skotský lékař, botanik a cestovatel. Byl prvním Evropanem, který prozkoumal velký úsek řeky Niger.

## Život
Narodil se v početné rodině nájemného farmáře ve Skotsku. Vystudoval lékařství na Edinburské univerzitě a kromě toho se intenzivně zajímal o botaniku. Roku 1792 se stal lékařem na  lodi Worcester patřící Východoindické společnosti a na její palubě absolvoval cestu na ostrov Sumatra. Po návratu přednášel o svých poznatcích ze studia místní  flóry a fauny.
Roku 1795 byl pověřen britskou Africkou společností, aby se vypravil do Afriky prozkoumat tok řeky Nigeru, a navázal tak na výpravu Daniela Houghtona, kterého pravděpodobně zabili muslimové kolem roku 1790 na území dnešního Mali.
Park začal svou cestu v Gambii, kde se učil řeči kmene Mandingů. Z Gambie osm měsíců putoval do Mali s karavanou, ke které se připojil, když ho v džungli opustili najatí průvodci. Cestou musel snášet mnohé útrapy. 20. července 1796 poblíž města Ségou prvně spatřil řeku Niger. U kmene Bambarů se zdržel několik týdnů, aby se zotavil. Dále postupoval po toku Nigeru, s cílem dosáhnout Timbuktu. Navštívil několik osad a měst, ale po šesti týdnech se rozhodl pro návrat, aniž by dospěl do svého cíle. Na zpáteční cestě se držel blízko řeky Niger až k Bamaku, odkud se vydal na západ k pobřeží.
Do Londýna dorazil v prosinci 1797, přičemž zjistil, že zde byl již považován za mrtvého. Ač jeho výprava neuspěla, díky knize, kterou o ní napsal – Cesta do vnitřních oblastí Afriky (1799) – se stal mimořádně populárním cestovatelem. Poté se usadil ve Skotsku, oženil se a vrátil se k lékařské praxi.

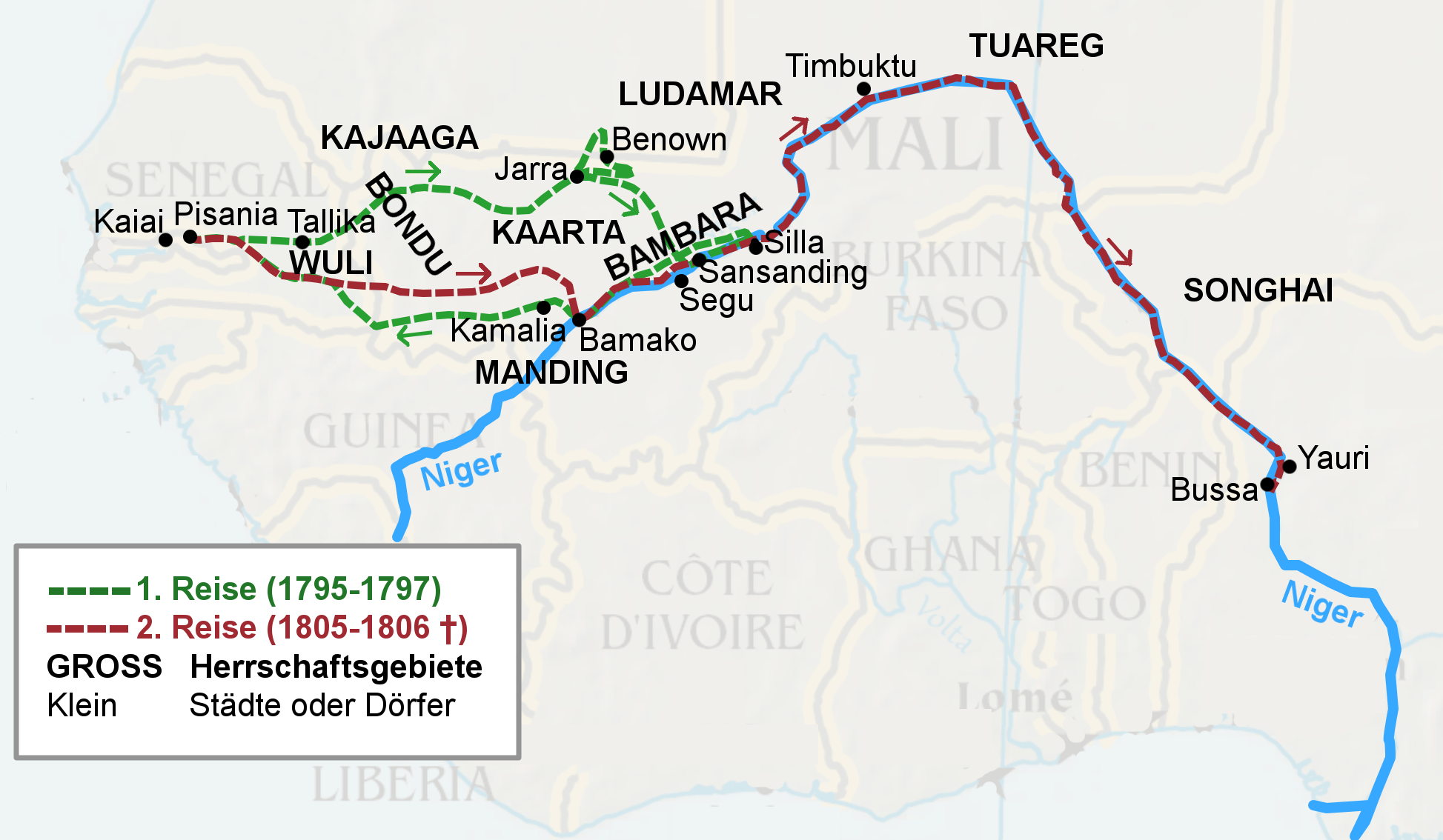
Parkovy cesty podél Nigeru

V roce 1805  Africká společnost zorganizovala další výpravu a Parkova proslulost vedla k tomu, že byl postaven do jejího čela. Při druhé výpravě Park zužitkoval zkušenosti z první, až příliš dobrodružné akce, a snažil se tentokrát nic nepodcenit – doprovázel ho silně ozbrojený vojenský oddíl o čtyřiceti mužích. Přesto je útrapy ve středoafrické džungli zaskočily a nakonec k břehům Nigeru v Bamaku dorazilo jen jedenáct mužů.
Park si postavil člun a s přeživšími muži se vydal po proudu Nigeru. Do vlasti vyslal jednoho muže, aby referoval o postupu výpravy, a tím Park zmizel ze světa. Člen původní výpravy, který byl vyslán do Londýna s průběžnou informací, byl po čase pověřen pátráním. Našel již jen jediného člena výpravy, tlumočníka, který se prý zázrakem zachránil. Vyprávěl, že se Park plavil asi 2000 kilometrů po Nigeru, ale když dorazil k peřejím (dnes přehrada Kainji) u města Bussa v dnešní Nigérii, utkal se s místními domorodci. Park a další členové expedice po neúspěšné obraně nakonec skočili do vody a utopili se. Protože jeho deník nebyl nikdy objeven, existuje několik teorií o přesné příčině.  Paní Parková až do své smrti v roce 1840 věřila, že manžel je naživu. Její syn Thomas odjel v roce 1827 do Afriky, aby pátral po svém otci, ale brzy po svém příjezdu tam zemřel na horečku.
Parkovy zápisky z druhé cesty vyšly v Londýně roku 1815, což z něj učinilo ve své době legendu.
Parkovo jméno je však dnes považováno za kontroverzní, neboť jeho texty a východiska odpovídaly tehdejšímu nadřazenému pohledu Evropanů na domorodé obyvatelstvo  a vedení jeho výprav bylo agresivní.  Přesto necítil žádnou rasistickou nenávist k lidem v Africe, jejichž kulturu a zvyky považoval za méněcenné, ale byl plně přesvědčen, že  „ať už je mezi černochem a Evropanem jakýkoli rozdíl, pokud jde o stavbu nosu a barvu pleti, není žádný ve skutečných sympatiích a charakteristických pocitech naší společné povahy.“ — MungoPark, Travels in the Interior of Africa, 1799, str. 82  